# Vilma Degischer
Vilma Degischer, właśc. Wilhelmine Anna Maria Degischer  (ur. 17 listopada 1911 w Wiedniu zm. 3 maja 1992 w Baden) – austriacka aktorka teatralna i filmowa.  W latach 1931–1991 wystąpiła w ponad trzydziestu filmach. Od 1931 do 1991 grała w Theater in der Josefstadt w Wiedniu.

## Życiorys
Vilma była córka hofrata – urzędnika państwowego. Uczyła się tańca i baletu klasycznego u Grete Gross, Gertrude Bodenwieser i Ellinor Tordis. Do 1931 roku studiowała aktorstwo w wiedeńskim Max Reinhardt Seminar. Jej debiut na scenie odbył się jeszcze w czasie nauki – zagrała rolę Hermii w sztuce Sen nocy letniej w reżyserii Maxa Reinhardta w Deutsches Theater w Berlinie. Tutaj spotkała aktora Hermanna Thimiga, którego poślubiła w 1939 roku. Mieli dwie córki, Hedwigę, która zmarła zaraz po porodzie i Johanne (1943-2014), znaną jako Hannerl.
Pracowała w Reinhardt-Bühnen w Wiedniu i Berlinie, ale do śmierci była związana z Theater in der Josefstadt.

## Filmografia
- 1931: Symfonia serc
- 1948: Das andere Leben
- 1949: Liebe Freundin
- 1951: Das Tor zum Frieden
- 1954: Der Komödiant von Wien
- 1955: Sissi
- 1956: Sissi – młoda cesarzowa
- 1957: Sissi – losy cesarzowej
- 1957: … und die Liebe lacht dazu
- 1958: Der veruntreute Himmel
- 1963: Kardynał
- 1963: Liebe im 3/4-Takt (The Waltz King)
- 1963: Ist Geraldine ein Engel?
- 1965: Chata wuja Toma
- 1978: Sechs Personen suchen einen Autor (TV)
- 1989: Trostgasse 7 (TV)
- 1991: Die Strauß-Dynastie